# Уврие, Пьер Жюстен
Пьер Жюстен Уврие, также известен как Жюстен Уврие (фр. Pierre-Justin Ouvrié; 19 января 1806, Париж — 23 октября 1879 или 1880, Соттевиль-ле-Руан) — французский рисовальщик, живописец-пейзажист, акварелист и литограф.

## Биография
Пьер Жюстен Уврие родился 19 января 1806 года в городе Париже. Был учеником Абеля де Пюжоля, Шатильона и барона Тейлора в Школе изящных искусств в Париже. Путешествовал по Франции, Бельгии, Голландии, Англии, Германии и Италии; известность и репутацию приобрёл уже в 1827 году, с 1830 года участвовал в ежегодных Парижских салонах и до конца своей жизни трудился в родном городе.
Жюстен Уврие получил медаль 2-й степени Парижского салона 1831 года и медаль 1-й степени в 1843 году. На Всемирной выставке 1855 года в Париже художник получил медаль 3-й степени В 1854 году он был удостоен звания кавалера ордена Почётного легиона.
Имел звание профессора Дома образования Почетного легиона (Maison d'éducation de la Légion d’honneur) в Сен-Дени. В последние годы Уврие потерял зрение, скончался в Соттевиль-ле-Руан (пригород Руана, Нормандия).

## Творчество
Из его многочисленных произведений наиболее известны картины: «Похороны Шелли», «Большой канал в Венеции», «Церковь св. Лаврентия в Нюрнберге», «Виндзорский замок», «Площадь пред Палаццо-Веккио во Флоренции» (Трианон в Версале), «Овальный двор замка Фонтенбло» (Люксембургский дворец в Париже), «Вид в Лондоне», а из акварелей — «Взятие приступом Регенсбурга» (Версаль), «Вюрцбургский собор», «Рыночная площадь в Нюрнберге», виды Руана, Брюгге, Амстердама. Как рисовальщик Уврие известен множеством литографированных пейзажей и серией портретов, вошедших в издание Тевенена и Демагю « Галерея портретов королей Франции» (La Galerie des portraits des rois de France).
В санкт-петербургском Эрмитаже имеется картина Уврие «Городской пейзаж».

## Галерея
- Речной пейзаж. Бумага, акварель, гуашь. Частное собрание
- Вид Амстердама. 1853. Холст, масло. Музей Сали, Баньер-де-Бигор
- Овальный двор, приезд королевы Кристины из Швеции. 1840. Холст, масло. Дворец Фонтенбло
- Вид двора замка По. 1845. Холст, масло. Национальный музей Шато де По
- Шале де ла Порт-Жон в Венсенском лесу. Ок. 1860. Музей Карнавале, Париж
- Вид Амбуаза. 1847. Холст, масло. Городской музей, Амбуаз